# 葉利扎韋季夫卡 (季坎卡區)
49°51′30″N 34°24′8″E / 49.85833°N 34.40222°E
葉利扎韋季夫卡（烏克蘭語：Єлизаветівка）是位於烏克蘭中部波爾塔瓦州裏波爾塔瓦區的村莊，面積0.62平方公里，海拔高度166米，2001年該村落人口21。